# 椿姫 (AV女優)
椿姫（つばきひめ、1987年5月5日 - ）は、日本のAV女優。

## プロフィール
- 身長：157cm。
- スリーサイズ：B90・W58・H85。
- 趣味・特技：散歩・料理。

## 略歴
- 2007年8月に『美にゅ～姫はじめ♪』でAVデビュー。
- 古館びわ名義、単体AV女優として活躍。

## 作品

### アダルトビデオ

#### 椿姫 名義
- 美にゅ～姫はじめ♪（2007年8月25日、kawaii*）
- 3P姫はじめ♪（2007年9月25日、kawaii*）

#### 古館びわ 名義
- 制服美少女と性交（2007年10月5日、ドリームチケット）
- 流出！！男子禁制の女子大生のマンションに忍び込んでセックスしたときに撮ったビデオ！（2007年10月26日、Up'S）
- OL中出しAFTER5（2007年10月30日、ゴリラプロジェクト）
- ゲキシャ／007　biwa（2007年11月2日、ゴーゴーズ）
- 渋谷ギャル捕獲6匹！ 強制イラマチオ　 リンク
- オトコのスケベな妄想シリーズ VOL.5 白雪姫（2007年11月8日 SOD）他出演：愛音ゆう、観月若菜、加納さつき、長瀬真央
- ヘンリー塚本の 世界一卑猥な接吻とSEX（2007年11月10日、FAプロ）
- 昼下がりの肉欲情事 人妻は我慢できない 白鳥涼子 古舘びわ（2008年1月25日、FAプロ）
- 被虐の同級生 古館びわ+白井絢香（2008年2月6日、シネマジック）
- MOODYZファン感謝祭 バコバコバスツアー 2008 超！極乳天国へようこそ！！（2008年4月13日、MOODYZ）他出演：@YOU、飯島夏希、麻生岬、早坂めぐ、はるか悠、南芽衣奈、青山雪菜、近藤優希、岡本きら、卯月杏、杉田わか、橘ひな、鮎川まどか、上原優、平野あみ
- MOODYZファン感謝祭 裏バコバコバスツアー 2008（2008年6月13日、MOODYZ）

### 総集編
- kawaii*超特大メガ放出スペシャル完全版ミラクル4時間コンプリート総集編だょん！（2008年3月25日、kawaii*）※総集編
- kawaii*ちゅぱちゅぱフェラチオ4時間（2008年6月25日、kawaii*）※総集編
- ムチムチ美巨乳15人4時間（2008年12月25日、kawaii*）※総集編
- 生中出しオネギャル4時間 3（BAZOOKA）
- 生中出し女子校生4時間 4（BAZOOKA）